# Citroën C3 WRC
La Citroën C3 WRC è una vettura da rally progettata e sviluppata dalla Citroën World Rally Team, il reparto sportivo della casa francese,  per competere nel Campionato del mondo rally a partire dalla stagione 2017.
La vettura, che sostituì la Citroën DS3 WRC, vincitrice di due campionati piloti e altrettanti costruttori (nel 2011 e nel 2012), si basa sulla terza serie della Citroën C3 (uscita nel 2016) e debuttò all'inizio della stagione 2017.

## L'anno di pausa 2016

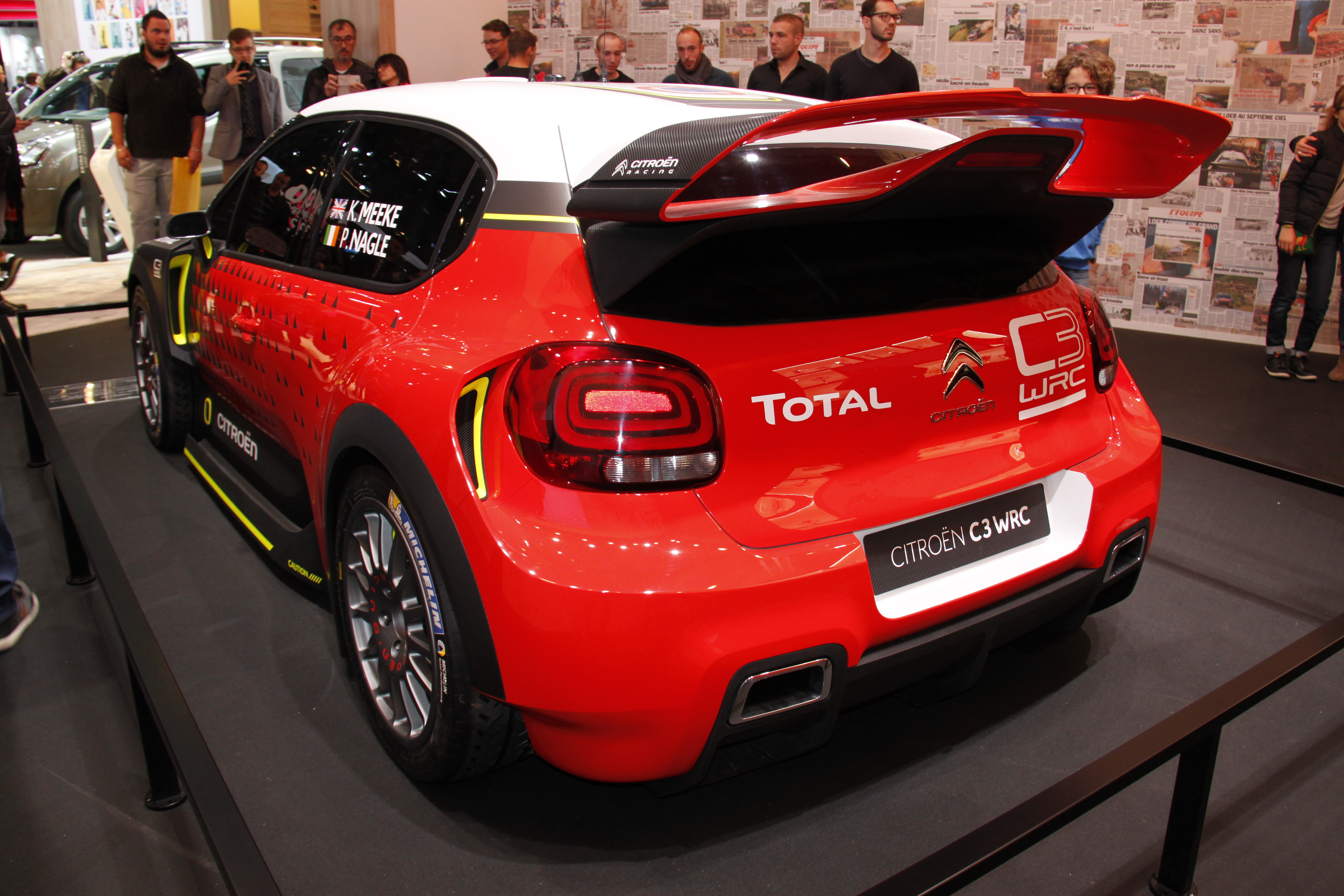
Posteriore di una C3 WRC del 2016

All'inizio della stagione 2016 la Citroën rinunciò a partecipare come squadra ufficiale al mondiale WRC prendendosi un anno sabbatico per tornare con una vettura completamente nuova per il 2017. Kris Meeke, con la Citroën DS3 WRC, ottenne comunque due vittorie prima in Portogallo e poi in Finlandia, quest'ultima fu la sesta volta che un pilota non scandinavo conquistò gli sterrati finnici dopo Carlos Sainz, Didier Auriol, Markko Märtin, Sébastien Loeb e Sébastien Ogier.

## Test e presentazione
Le prove per la stagione 2017 si sono svolte da aprile 2016 a gennaio 2017.
La nuova vettura è stata presentata il 21 dicembre 2016 ad Abu Dhabi da Yves Matton, ex-pilota belga e attuale patron del team Citroën Total Abu Dhabi WRT, il quale dichiarò l'obbiettivo di vincere qualche gara nel 2017 e di portare a casa entro la fine del 2018 almeno uno dei due titoli in palio.

## Specifiche
Il motore, costruito sotto la direzione del capo ingegnere Patrice Davesne sulla base dell'esperienze precedenti nei rally e nelle gare del Campionato del mondo turismo, dove la casa francese compete con successo dal 2014 schierando le C-Elysée, è un 1.6 litri quattro cilindri in linea a iniezione diretta controllato da elettronica Magneti Marelli, con alesaggio di 84 mm e corsa di 72 mm, doppio albero a camme in testa, 16 valvole e dotato di turbocompressore con restrittore in aspirazione di 36 mm; esso eroga una potenza di 380 HP a 6000 giri/min e una coppia massima di 400 Nm a 4500 giri/min. La trasmissione è a trazione integrale permanente con differenziale centrale idraulico mentre l'anteriore e il posteriore sono rispettivamente meccanico e autobloccante, cambio sequenziale a sei rapporti e frizione ceramica doppio disco. Le sospensioni sono di tipo MacPherson con ammortizzatori Citroën regolabili mentre l'impianto frenante è dotato di pinze a quattro pistoncini e dischi ventilati da 300 mm di diametro in assetto terra e 370/330 mm (avantreno/retrotreno) su asfalto; il freno a mano è idraulico. L'auto monta cerchi da 18" su asfalto e da 15" su ghiaia.

## Stagione 2017
I piloti ufficiali per il 2017 erano il nordirlandese Kris Meeke, che ha svolto tutti i test nel corso del 2016 e ha partecipato ad alcuni appuntamenti mondiali vincendo tra l'altro due gare, l'irlandese Craig Breen e il francese Stéphane Lefebvre, entrambi reduci come Meeke dalla stagione 2016 con la casa francese; a coloro si aggiunse l'emiratino Khalid Al Qassimi, legato allo sponsor principale Abu Dhabi, per eventi selezionati. Al termine del Rally del Portogallo, sesto appuntamento del mondiale disputatosi dal 19 al 21 maggio, la Citroën annunciò l'ingaggio del norvegese Andreas Mikkelsen che sostituì Lefebvre in occasione del Rally d'Italia-Sardegna, disputatosi dall'8 all'11 giugno.

## Vittorie nel WRC
| # | Anno | Rally                                      | Superficie       | Pilota          | Co-pilota        | Squadra                     |
| - | ---- | ------------------------------------------ | ---------------- | --------------- | ---------------- | --------------------------- |
| 1 | 2017 | 31º Rally Guanajuato Corona México         | Sterrato         | Kris Meeke      | Paul Nagle       | Citroën Total Abu Dhabi WRT |
| 2 | 2017 | 53º Rally RACC Catalunya - Rally de España | Asfalto/Sterrato | Kris Meeke      | Paul Nagle       | Citroën Total Abu Dhabi WRT |
| 3 | 2018 | 54° Rally RACC Catalunya - Rally de España | Asfalto/Sterrato | Sébastien Loeb  | Daniel Elena     | Citroën Total Abu Dhabi WRT |
| 4 | 2019 | 87ème Rally di Monte Carlo                 | Asfalto          | Sébastien Ogier | Julien Ingrassia | Citroën Total WRT           |
| 5 | 2019 | 33° Rally Guanajuato Corona Mèxico         | Sterrato         | Sébastien Ogier | Julien Ingrassia | Citroën Total WRT           |
| 6 | 2019 | 12th Rally di Turchia Marmaris             | Sterrato         | Sébastien Ogier | Julien Ingrassia | Citroën Total WRT           |